# Heliosphärische Stromschicht

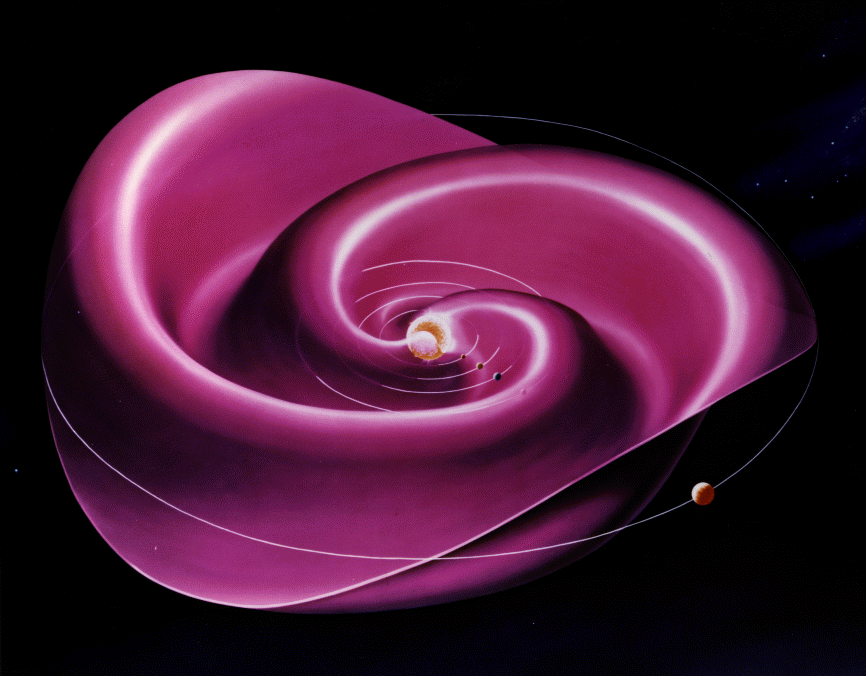
Die heliosphärische Stromschicht

Seitenansicht der Sonne mit idealisiertem Dipolfeld zu einem Sonnenfleckenminimum:
rot die Strömung des Sonnenwindes, blau die Feldlinien des Sonnenmagnetfelds, gelb die heliosphärische Stromschicht.

Die Heliosphärische Stromschicht (engl. Heliospheric current sheet, abgekürzt HCS) ist die elektrische Stromschicht in der Heliosphäre, in der die Polarität des Magnetfeldes der Sonne von Nord nach Süd wechselt.
Das Magnetfeld der Sonne ist in ständiger Veränderung und wird vom Sonnenwind entsprechend dessen Ausbreitungsgeschwindigkeit weit nach außen getragen. In Kombination mit der Rotation der Sonne erhält die heliosphärische Stromschicht daher die Form einer rotierenden Spirale um den Bereich der Ebene des Sonnenäquators. In einigen Veröffentlichungen wird vom Ballerina skirt (Ballerinarock) als normaler Form der heliosphärischen Stromschicht gesprochen (vgl. Abbildung). Im Bereich der Erdumlaufbahn ist sie etwa 10.000 km dick und reicht so weit nach außen wie der Sonnenwind, der sie indirekt verursacht.
Innerhalb der heliosphärischen Stromschicht fließt ein kleiner elektrischer Strom.

## Form

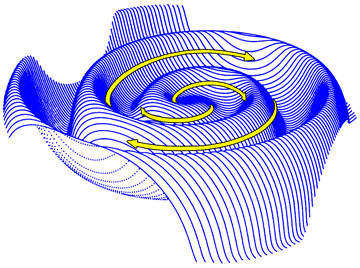
Die Parkerspirale

Idealisiert hat die heliosphärische Stromschicht die Form einer archimedischen Spirale. Sie wird als Parkerspirale bezeichnet nach dem US-amerikanischen Astrophysiker Eugene N. Parker, der in den 1950er Jahren den Sonnenwind als Plasma geladener Teilchen vorhergesagt hatte. Der Sonnenwind bewirkt unter anderem das Magnetfeld der Sonne, dessen aktuelle Form wiederum über die Form der heliosphärischen Stromschicht entscheidet.
Das Magnetfeld der Sonne kann variieren vom gewöhnlichen Dipolfeld bis zu einem Feld mit z. B. zwei Nordpolen. Außerdem befinden sich die scharf begrenzten koronalen Löcher, die bei Sonnenfleckenmaxima an beliebigen Orten auftauchen können, zu Zeiten des Sonnenfleckenminimums nur an den Polregionen der Sonne. Als die Sonne im Jahr 2000 einen zweiten magnetischen Nordpol ausbildete, wurde vorhergesagt, dass als Folge davon die Stromschicht die Form eines eine Milliarde Kilometer großen Schneckenhauses annehmen würde. Messungen der ESA-NASA-Sonde Ulysses haben diese Vorhersage bestätigt.

## Elektrischer Stromfluss
Der elektrische Strom in der Stromschicht ist radial einwärts gerichtet und hat eine Größenordnung von maximal 10−10 A/m² (10−4 A/km²).
Im Vergleich sind die Birkeland-Ströme 1000-fach schwächere astrophysikalische Ströme, die in der Umgebung der Erde zu finden sind.

## Geschichte
Die heliosphärische Stromschicht wurde 1965 von John M. Wilcox und Norman F. Ness entdeckt. In den 1970er Jahren entwickelte K. H. Schatten das erste mathematische Modell ihrer Form.